# Letônia nos Jogos Olímpicos de Verão de 1992
A Letônia competiu nos Jogos Olímpicos de Verão de 1992, realizados em Barcelona, Espanha.